# Датская народная партия
Датская народная партия, ДНП (дат. Dansk Folkeparti, DF) — национал-консервативная партия Дании, во главе с Мортеном Мессершмиттом. На выборах, состоявшихся 5 июня 2019 года партия получила 16 мандатов из 179, став третьей по величине политической партией в парламенте страны.
В 2001—2011 годах Датская народная партия поддерживала тесное сотрудничество с правоцентристским правительством, а также с правящими партиями по большинству вопросов. Взамен поддержки правительства в парламенте партия получила возможность законодательных действий против иммигрантов и потенциальных беженцев. С 1999 года ДНП последовательно выступает за избирательную политику иммиграции. В портфеле партии находится и работа по отстаиванию социальных программ, особенно, что касается пенсионного обеспечения престарелых. Также в политику, проводимую ДНП, входит протестная борьба против популяризации гомосексуальности, легализации усыновления детей однополыми парами и ужесточение наказания за растление малолетних.

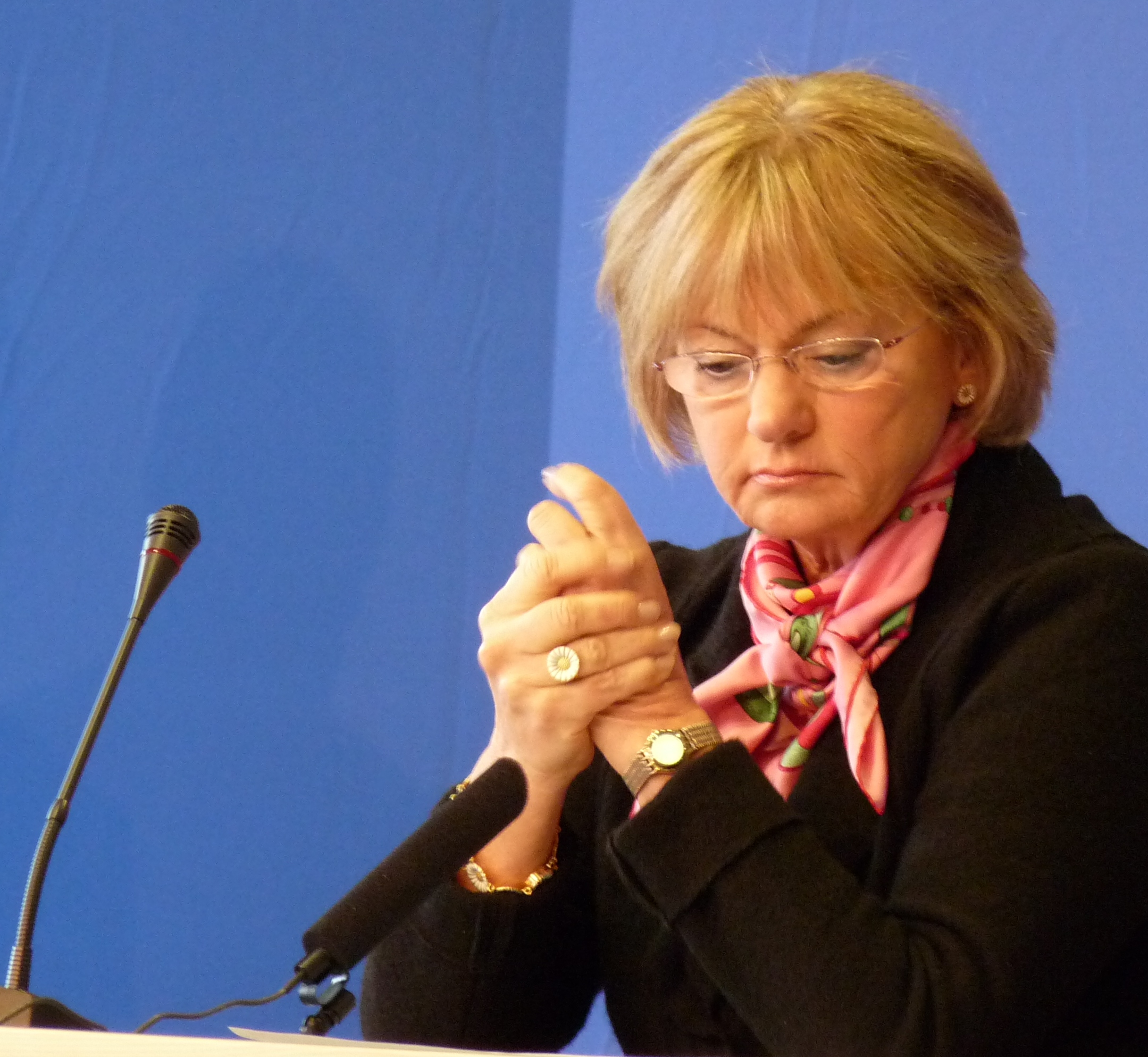
Пиа Кьерсгор — лидер Датской Народной Партии (1995—2012).

## История

### Основание
Партия основана 6 октября 1995 г. после того, как будущие основатели ДНП, Пиа Кьерсгор, Кристиан Тульсен Даль, Пёль Нётгард и Уле Доннер покинули Партию прогресса (основана Могенсом Глиструпом в 1972). Первый съезд ДНП состоялся 1 июня 1996 г. в Виссенбьерге, где Пиа Кьерсгор была единогласно избрана лидером партии. Партия была создана в знак протеста против «ситуации анархии» в ППД и её политики «всё или ничего». За короткое время ДНП набрала около 6500 членов. Руководство партии, с самого начала, взяло курс на создание прочного имиджа и репутации своей политической структуры, как ответственной и способной к сотрудничеству с другими организациями. Создание ДНП стало новым этапом на скандинавской правой политической арене. ДНП стала первой успешной парламентской партией в Скандинавии, более напоминающей французских «Новых правых», чем традиционный «мягкий» формат скандинавского правого популизма.

### Парламентские выборы 1998 года
Дебют партии состоялся 1998 г. на выборах в датский парламент. ДНП получила 7,4 % голосов датчан или 13 мест в парламенте, но, тем не менее, не смогла принять участие в формировании правительства.

### Консервативно-либеральная коалиция (2001–2011)
На выборах в Фолькетинг, в 2001 г., партия получила 12 % голосов и 22 места в парламенте. Она стала третьей по величине партией в парламенте и приобрела ключевое значение, так как вместе с Консервативной народной партией и Либеральной партией «Венстре» могла формировать парламентское большинство. В итоге ДНП поддержала консервативно-либеральное коалиционное правительство, возглавляемое премьер-министром Андерсом Фог Расмуссеном, в обмен на удовлетворение ряда своих ключевых требований и ужесточение иммиграционной политики.
На выборах в последующие годы, популярность партии медленно росла: 13,2 % голосов и 24 места в Фолькетинг, в 2005 г., 13,9 % голосов и 25 мест в 2007 г.
На выборах в Европарламент 2009 года партия получила 15,3 % голосов датчан и 2 места. Их заняли Мортен Мессершмитт (284 500 личных голосов) и Анна Росбах Андерсен.

### В оппозиции
На парламентских выборах 15 сентября 2011 года партия получила 436 726 (12,3%) голосов и 22 места в Фолькетинге. По итогам выборов коалиция с участием ДНП потеряла парламентское большинство и перешла в оппозицию.
На выборах в Европарламент 2014 года партия вышла на 1 место по набранным голосам и количеству мандатов, получив 26,6 % голосов датчан и 4 депутатских мандата.
| Количество депутатских мандатов на парламентских выборах и на выборах в Европарламент |  |
|                                                                                       |  |

## Международное сотрудничество
- ДНП сотрудничает и поддерживает отношения с несколькими иностранными политическими организациями. В частности, с правым крылом Европейских друзей Израиля, а также с антикоммунистической консервативной партией Гоминьдан на Тайване.
- Кроме этого, до 2009 года ДНП была представлена в составе группы Союз за Европу наций в Европарламенте.
- После парламентских выборов 2010 года в Швеции, когда Шведские демократы получили 20 мест в Риксдаге, эксперт ДНП Сёрен Есперсен (дат. Søren Espersen), присутствовавший тогда в Стокгольме заявил: «Я вижу по результатам этих выборов что сегодня шведский народ сделал первый шаг чтобы стать нормальной страной».
- Также Пиа Кьерсгор (дат. Pia Kjærsgaard) неоднократно выражала признание деятельности и сожаление по поводу гибели нидерландского политика Пима Фортёйна, убитого защитником голландских мусульман Ван дер Графом в мае 2002 года.

## Организационная структура
Датская народная партия состоит из секций (lokalforeninger). Высший орган — конференция (Årsmøde), между общими собраниями — главное правление (hovedbestyrelse), 
Секции
Секции соответствую коммунам. Высший орган секции — общее собрание секции (generalforsamling), между общими собраниями секции — правление секции (bestyrelse).

### Молодёжное движение
Молодёжная Датская Народная Партия (Dansk Folkepartis Ungdom, DFU) также является частью ДНП. Основной вид деятельности этой организации является воспитание кадров для полноценной работы в составе «старшего брата».

## Контроверсальные высказывания
Изменения (под нажимом ДНП) иммиграционной политики Дании, став заметными в остальной Европе, вызвали критику со стороны бывшего социал-демократического правительства Швеции, Верховного комиссара ООН по делам беженцев и комиссара по правам человека при Совете Европы. В ответ на критику со стороны шведского правительства, Пиа Кьерсгор сказала: «Если они хотят превратить Стокгольм, Гётеборг и Мальмё в скандинавский Бейрут, с клановыми войнами, убийствами по законам мести и бандами насильников, пускай творят это. Мы всегда можем перекрыть Эресуннский мост».